# Stardust (canción)

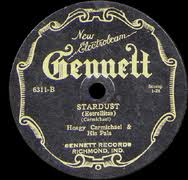
1927 Gennett 78, "Stardust".

Stardust es una canción estadounidense compuesta en 1927 por Hoagy Carmichael, con letras agregadas en 1929 por Mitchell Parish. Carmichael grabó la canción, cuyo título original era "Star Dust", en el estudio Gennett en Richmond, Indiana. Esta canción se convirtió en un clásico, y es considerada una de las canciones más grabadas del siglo XX, con más de 1.500 grabaciones.  En 2004, la grabación original de Carmichael de 1927 fue una de las 50 composiciones elegidas por la Biblioteca del Congreso de los Estados Unidos para ser conservada en el Banco Nacional de la Grabación de los Estados Unidos.
Algunos intérpretes han sido: Hoagy Carmichael, Louis Armstrong, Glenn Miller y Nat King Cole

## Videos
- Youtube: Stardust by Louis Armstrong

- Datos: Q1543022
- Multimedia: Stardust (1927 song) / Q1543022